# Bernhard Gansrigler
Bernhard Gansrigler (* 17. August 1913 in Girm, Gemeinde Deutschkreutz; † 29. August 1986 in Wien) war ein österreichischer Politiker (ÖVP) und Landwirt. Gansrigler war verheiratet und von 1953 bis 1956 Abgeordneter zum Burgenländischen Landtag.

## Leben
Gansrigler war als Sohn des Landwirts Josef Gansrigler und besuchte die Volksschule in Deutschkreutz, woraufhin er als Landwirt tätig war. Er diente ab 1939 im Zweiten Weltkrieg, wobei er in französische Kriegsgefangenschaft geriet, aus der er erst 1946 zurückkehrte. Nach seiner Rückkehr war Gansrigler zwischen 1949 und 1950 Bezirksparteiobmann der ÖVP Oberpullendorf und war zudem Bezirksparteiobmann des Bauernbundes. Er wirkte zwischen 1951 und 1956 als Bürgermeister in Deutschkreutz und vertrat die ÖVP zwischen dem 19. März 1953 und dem 11. Juni 1956 im Burgenländischen Landtag. Gansrigler war ab 1966 als Gastwirt tätig. Er wurde in Deutschkreutz begraben.